# Mechanizm rynkowy

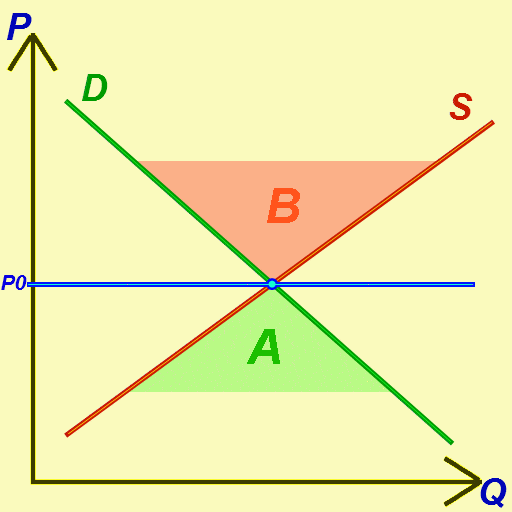
Cena równowagi rynkowej

Mechanizm rynkowy – proces obejmujący żywiołowe działania podmiotów na rynku, w wyniku którego dochodzi do ustalenia równowagi rynkowej, a więc samoczynnego dostosowania wielkości popytu (D) i podaży (S), poprzez odpowiednie ustalenie ceny równowagi (P).
W ujęciu procesowym, mechanizm rynkowy jest grą popytu i podaży, która prowadzi do obiektywnej wyceny poszczególnych towarów i zrównoważenia rynku, czyli zrównania się oferowanej ilości towaru z ilością pożądaną.
Jeżeli popyt na jakieś dobro przewyższa podaż, wówczas nabywcy są skłonni płacić za nie więcej. Gdy przejawiają tę skłonność na rynku, cena tego dobra rośnie. Wzrost ceny skłania natomiast producentów do zwiększenia jego produkcji, co doprowadzi w końcu do zrównania podaży z popytem.
Jeżeli w sytuacji równowagi rynkowej wystąpią okoliczności, których skutkiem będzie ograniczenie popytu na dane dobro (np. zmiana gustów konsumentów), wówczas nie wszystkie produkowane towary znajdą nabywców. Skłoni to część producentów do zmniejszenia produkcji i obniżenia ceny, celem zachęcenia części konsumentów do zakupu większych ilości towarów. Efektem będzie ustalenie się równowagi rynkowej przy niższym poziome produkcji i niższej cenie.